# Бобров, Сергей Павлович
Серге́й Па́влович Бобро́в (27 октября [8 ноября] 1889, Москва — 1 февраля 1971, там же) — русский поэт, литературный критик, переводчик, художник, математик и стиховед, один из организаторов русского футуризма, популяризатор науки.

## Биография
Родился в семье чиновника министерства финансов П. П. Боброва, известного как шахматист и издатель журнала «Шахматное обозрение». Мать — детская писательница Анастасия Ивановна Саргина (писала под псевдонимом А. Галагай).
Учился в Катковском лицее и Училище живописи, ваяния и зодчества (1904—1909). В 1911—1913 годах был вольнослушателем в Московском археологическом институте. Работал в журнале «Русский архив», изучал творчество Пушкина и Языкова.
В 1920—1930-е годы работал в Центральном статистическом управлении. Был репрессирован, сослан в Кокчетав.
Умер в 1971 году. Похоронен на Головинском кладбище.

## Творчество
В 1913 году возглавлял постсимволистскую группу «Лирика», с 1914 года — группу футуристов «Центрифуга»; его ближайшие литературные сподвижники — Борис Пастернак, Николай Асеев и Иван Аксёнов. Пользуясь девятью псевдонимами, он заполнил около трети антологии «Второй сборник Центрифуги» (1916) своими стихами. За три предреволюционных года издательство «Центрифуга» под руководством Боброва выпустило полтора десятка книг, включая «Поверх барьеров» Пастернака и несколько сборников Асеева. Бобров активно выступал как теоретик своих групп и критик-полемист (в 1920-е — в журнале «Печать и революция» под разными псевдонимами), тон его выступлений был обычно чрезвычайно резок. В литературных кругах сложился ряд мифов, кочующих по мемуарным публикациям и делающих фигуру Боброва одиозной: якобы он до революции был черносотенцем, а после неё — чекистом; якобы во время выступления Александра Блока незадолго до его смерти он крикнул, что тот «уже мертвец», и т. п. Современные исследователи показывают несоответствие этих историй действительности.
Стихи Боброва опубликованы в авторских сборниках «Вертоградари над лозами» (1913), «Алмазные леса» и «Лира лир» (оба — 1917), где он сочетает характерные приёмы футуризма с имитациями классической русской лирики и экспериментов Андрея Белого (иногда параллельно стилизуя обе манеры); с формальной точки зрения для него характерны эксперименты с перебоями в классических размерах и пропуски ударений в трёхсложниках (как для Пастернака того периода и переводов Аксёнова из английской драматургии). Стихи Бобров продолжал писать до конца жизни, в большинстве своём они пока остаются неизданными. В 1960-е годы вновь печатался (в альманахах «День поэзии» и др.).
В начале 1920-х годов Бобров опубликовал три социально-утопических романа: «Восстание мизантропов» (1922), «Спецификация идитола» (1923) и «Нашедший сокровище» (1931, под псевдонимом А. Юрлов). После возвращения из ссылки написал две научно-популярные книги для школьников (в сказочной форме) по математике «Волшебный двурог» (1949) и «Архимедово лето» (1950-е, две части), пользовавшиеся большой популярностью («Двурог» переиздавался неоднократно, последний раз в 2018 г.). Также среди его прозаических сочинений — автобиографическая повесть «Мальчик».
Одним из постоянных интересов Боброва было стиховедение. В 1913 он одним из первых описал дольник (под названием «паузник»), в 1915 году издал книгу «Новое о стихосложении Пушкина», выступал с публикациями в 1920-е годы, а с 1962 года участвовал в стиховедческих штудиях нового поколения с А. Н. Колмогоровым и молодым М. Л. Гаспаровым. Боброву принадлежат важные исследования о перебоях ритма, ритмике словоразделов (один из зачинателей этой темы). Гаспаров оставил интересные воспоминания о Боброве и посвятил памяти Сергея Павловича — «старейшины русского стиховедения» — книгу «Современный русский стих».
Бобров — автор мистифицированного продолжения стихотворения Пушкина «Когда владыка ассирийский», опубликованного в 1918 году. После того, как пушкинист Н. О. Лернер признал мистификацию за подлинный текст Пушкина, Бобров выступил с саморазоблачением, вскрыв методику создания подделки.
Много и плодотворно занимался поэтическим переводом, автор первого полного перевода «Пьяного корабля» А. Рембо. Перевел на русский язык «Песнь о Роланде». Множество переводов по сей день не опубликовано.

## Семья
- Первая жена — Мария Ивановна Четыркина, дочь статского советника.
  - Сын — Мар (1914—1990), астроном.
- Вторая жена — Варвара Александровна Монина, поэтесса.
  - Дочь — Марина, в замуж. Борисоглебская (1922—1981), редактор.
  - Дочь — Любовь (1928—1994).
- Третья жена — Мария Александровна Кузнецова, статистик, кандидат математических наук.
  - Дочь — Раиса (1929—2005), переводчик, редактор.
- Четвёртая жена — Мария Павловна Богословская (1902—1974), переводчик.

## Сочинения
- Бобров С. Вертоградари над лозами. Стихи. Рис. Н. Гончаровой. М.: «Лирика», 1913. — 162 с.
- Записки стихотворца — М. : Мусагет, 1916. — 92, [3] с.
- Бобров С. Мальчик. — М.: «Художественная литература», 1976. — 496 с., 50 000 экз.
- Бубера К[от]. Критика житейской философии: Неизвестная книга Сергея Боброва. Из собрания Библиотеки Стэнфордского университета / Под ред. М. Л. Гаспарова. Stanford 1993, 10 (Stanford Slavic Studies. Vol. 6).
- «Волшебный двурог» Изд. 2-е. — М.: Детская литература, 1967. — 496 с. — 75 000 экз.